# Xian de Tieling
Le xian de Tieling (铁岭县 ; pinyin : Tiělǐng Xiàn) est un district administratif de la province du Liaoning en Chine. Il est placé sous la juridiction de la ville-préfecture de Tieling.

## Démographie
La population du district était de 382 195 habitants en 1999.